# Cohors IV Breucorum

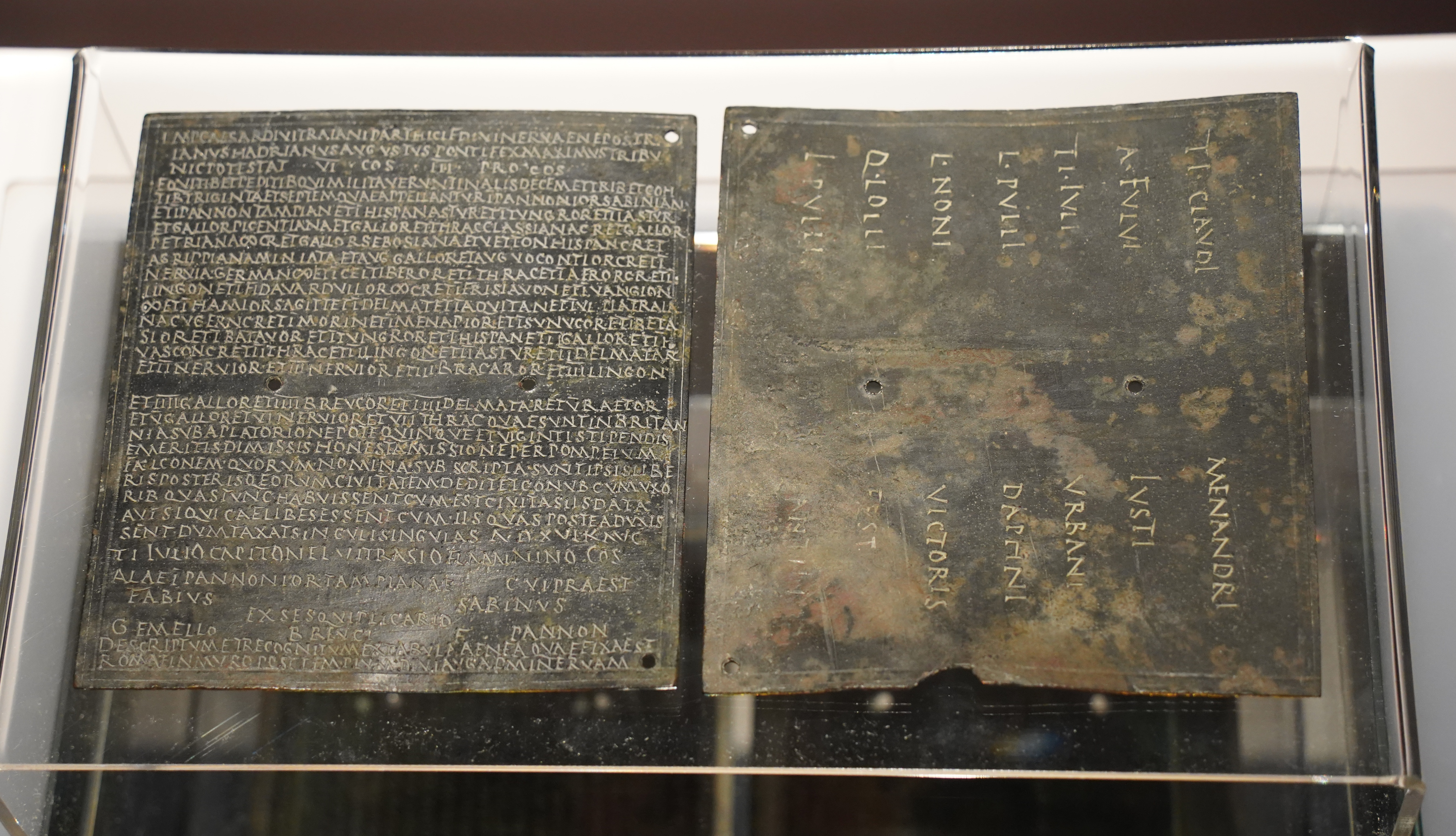
Das Militärdiplom des Jahres 122

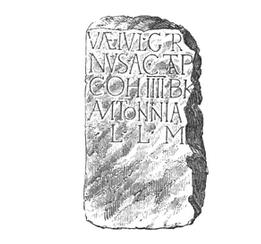
Minervaaltar des Iul(ius) Grnus, gefunden in Vindomora (RIB 1101)

Die Cohors IV (oder IIII) Breucorum [Antoniniana] (deutsch 4. Kohorte der Breuker [die Antoninianische]) war eine römische Auxiliareinheit. Sie ist durch Militärdiplome, Inschriften  und Ziegelstempel belegt.

## Namensbestandteile
- Cohors: Die Kohorte war eine Infanterieeinheit der Auxiliartruppen in der römischen Armee.

- IIII oder IV: Die römische Zahl steht für die Ordnungszahl die vierte (lateinisch quarta). Daher wird der Name dieser Militäreinheit als Cohors quarta .. ausgesprochen.

- Breucorum: der Breuker. Die Soldaten der Kohorte wurden bei Aufstellung der Einheit aus dem illyrischen Volk der Breuker auf dem Gebiet der römischen Provinz Pannonia rekrutiert.

- Antoniniana: die Antoninianische, eine Ehrenbezeichnung, die sich auf Caracalla (211–217) oder Elagabal (218–222) bezieht. Der Zusatz kommt in der Inschrift (RIB 1101) vor.

Da es keine Hinweise auf die Namenszusätze milliaria (1000 Mann) und equitata (teilberitten) gibt, ist davon auszugehen, dass es sich um eine reine Infanterie-Kohorte (Cohors peditata) handelt. Die Sollstärke der Einheit lag bei 480 Mann, bestehend aus 6 Centurien mit jeweils 80 Mann.

## Geschichte
Der erste Nachweis der Einheit in der Provinz Britannia beruht auf einem Militärdiplom, das auf 122 n. Chr. datiert ist. In dem Diplom wird die Kohorte als Teil der Truppen (siehe Römische Streitkräfte in Britannia) aufgeführt, die in Britannien unter dem Statthalter Aulus Platorius Nepos stationiert waren. Ein weiteres Militärdiplom, das auf 127 datiert ist, belegt die Einheit in Britannien unter dem Statthalter Lucius Trebius Germanus.

## Standorte
Standorte der Kohorte in Britannien waren möglicherweise:
- Lavatrae (Bowes): Die Inschrift (RIB 739) weist auf die Anwesenheit (von Teilen) der Kohorte in Lavatrae zwischen 130 und 133 hin.
- Vindomora (Ebchester): Die Inschrift (RIB 1101) weist auf die Anwesenheit (von Teilen) der Kohorte in Vindomora zwischen 213 und 222 hin.
- Huddersfield: Die Ziegelei befand sich in Grimescar und die meisten Ziegel wurden bei Slack gefunden; beide nahe Huddersfield gelegen. Wahrscheinlich war die Einheit unter Trajan in Huddersfield stationiert.

## Angehörige der Kohorte
Ein Angehöriger der Kohorte, Iul(ius) Gr[]nus, ein Actuarius, ist durch die Inschrift (RIB 1101) bekannt.